# Ernesto Azzini
Ernesto Azzini (Rodigo, Lombardia, 17 de outubro de 1885 – Milão, 14 de julho de 1923) foi um ciclista italiano profissional entre 1907 e 1921. Era apelidado o dois metros pela sua altura. Foi irmão de Luigi e Giuseppe Azzini
Durante seus anos de profissional correu nas equipas Atena, Legnano e Stucchi. Foi o primeiro italiano em ganhar uma etapa do Tour de France, na edição de 1910. Também ganhou duas etapas no Giro d'Italia.

## Palmarés
- 1908
  - 1 etapa ao Giro de Sicília

- 1910
  - 1 etapa ao Giro d'Italia
  - 1 etapa ao Tour de France

- 1912
  - 1 etapa ao Giro d'Italia

## Resultados nas Grandes Voltas
| Corrida            | 1907 | 1908 | 1909 | 1910 | 1911 | 1912 | 1913 | 1914 | 1915 | 1916 | 1917 | 1918 | 1919 | 1920 | 1921 |
| ------------------ | ---- | ---- | ---- | ---- | ---- | ---- | ---- | ---- | ---- | ---- | ---- | ---- | ---- | ---- | ---- |
| Giro d'Italia      | -    | -    | 6.º  | Ab.  | Ab.  | 6.º  | -    | -    | X    | X    | X    | X    | -    | -    | -    |
| Tour de France     | -    | -    | -    | 13.º | -    | -    | -    | -    | X    | X    | X    | X    | -    | -    | -    |
| Volta a Espanha    | X    | X    | X    | X    | X    | X    | X    | X    | X    | X    | X    | X    | X    | X    | X    |
| Mundial em Estrada | X    | X    | X    | X    | X    | X    | X    | X    | X    | X    | X    | X    | X    | X    | X    |

-: Não participa

Ab.: Abandono

X: Edições não celebradas